# Willem van de Sande Bakhuyzen
Willem Hendrik van de Sande Bakhuyzen (* 13. November 1957 in Arnheim; † 27. September 2005 in Amsterdam) war ein niederländischer Regisseur. Van de Sande Bakhuyzen machte sich einen Namen mit verschiedenen Film- und Fernsehproduktionen, wie auch mit Inszenierungen am Theater.

## Leben
Nach dem Abschluss der Schule studierte er zunächst an der Freien Universität Amsterdam Recht. Nach drei Jahren wechselte er 1979 an die Theaterakademie Maastricht, an der er weitere drei Jahre studierte. Dort lernte er die Drehbuchautorin Maria Goos und die Schauspieler Pierre Bokma, Peter Blok und Gijs Scholten van Aschat kennen, die später in seinen Filmen mitwirkten.
1986 war er erstmals als Schauspieler in dem mit einem Oscar ausgezeichneten Spielfilm Der Anschlag von Fons Rademakers vor der Kamera zu sehen. 1990 gab er in der Fernsehserie 12 steden, 13 ongelukken sein Debüt als Regisseur. Vier Jahre später gelang ihm mit der erfolgreichen Fernsehserie Pleidooi sein Durchbruch. 1998 folgte die mehrfach preisgekrönte Serie Oud geld. Weitere Auszeichnungen und Nominierungen erhielt er für die Serien Bij ons in de Jordaan (2000) und De Enclave (2002).
Zusammen mit Maria Goos entstand 2001 Van de Sande Bakhuyzens erster Spielfilm Familie, für den er den niederländischen Filmpreis Goldenes Kalb und den Preis der niederländischen Filmkritiker bekam. Sein zweiter Spielfilm Cloaca wurde 2003 beim Niederländischen Filmfestival mit dem Publikumspreis bedacht. Einen Tag nach seinem Tod fand beim Filmfestival 2005 die Uraufführung seines dritten Spielfilms Leef! statt.
Willem van de Sande Bakhuyzen erlag am 27. September 2005 im Alter von 47 Jahren einem Krebsleiden.

## Filmographie (Auswahl)
- 2003: Cloaca - Alte Freunde (Cloaca)
- 2005: Lepel
- 2005: Im Labyrinth des Lebens (Leef!)